# Hyun Kil-Un
Hyun Kil-Un (Hangul: 현길언), (Jeju (Corea del Sur), 17 de febrero de 1940-c. 10 de marzo de 2020) fue un escritor y fotógrafo surcoreano.

## Biografía
Hyun Kil-un nació el 17 de febrero de 1940 en la isla de Jeju, Corea del Sur. Se graduó de la Universidad de Jeju e hizo el posgrado en la Universidad Hanyang. Actualmente es profesor de filología coreana en la Universidad Hanyang. 
Falleció a los ochenta años. La noticia del fallecimiento se dio a conocer el 10 de marzo de 2020.

## Obra
Su obra no se puede separar de su lugar de nacimiento, Jeju, la isla más grande de Corea. La Jeju de Hyun Kil-Un no es un destino de vacaciones, sino la tierra de la primera gran rebelión tras la división de Corea. Él rememora una y otra vez los sucesos de esa época y las cicatrices que dejaron.
Las historias que contiene su primera recopilación El sueño de Pegaso (Yongma ui kkum, 1984) tratan específicamente de los traumáticos sucesos del Levantamiento del 3 de abril, en el que masas de ciudadanos comunes fueron masacrados por la policía con el fin de derrotar a los comunistas. Hyun Kil-Un investiga de nuevo este episodio y hace un duelo por la muerte de tanta gente inocente con el fin de consolar sus espíritus. A menudo son las costumbres y el folclore único de la isla de Jeju los que sugieren una forma de cura: "El diario del pabellón Gwangjeong" (Gwangjeong dang gi) y "La ceremonia del último día del mes" utilizan la leyenda tradicional de la "mujer fuerte" para describir la esperanza que mantiene la gente del puerto de Jeju de que aparezca un héroe que los salve de la tiranía de los políticos y los burócratas. También se ha preocupado por las distorsiones ideológicas o históricas de la verdad. Sostiene que la verdad privada ha de tener el privilegio por encima de los registros oficiales. En "La piel y la carne" (Kkeop-jil gwa soksal, 1993), emplea la metáfora de la superficie y la profundidad para caracterizar la relación entre la versión oficial de la verdad, a veces manipulada ideológicamente, y las verdades imperecederas y humanas que están enterradas debajo. Son también estas distorsiones superficiales o falacias históricas las que busca mostrar en "La fiebre" (Sinyeol) y "Una extraña cuerda" (Isanghan kkeun).

## Obras en coreano (lista parcial)
Recopilaciones de cuentos
- El sueño de Pegaso (1984)
- La fiebre (1984)
- Biografías de nuestra era (Uri sidae ui yeoljeon, 1988)
- El arcoiris ha de tener siete colores para ser bonito (Mujigae neun ilgopsaek i-eoseo areumdapta, 1989)
- Nuestro abuelo (1990)
- El final de una traición (Baeban ui kkeut, 1993)
- Dejando mi casa (2009)

Novelas
- El río de la mujer (Yeoja ui gang, 1992)
- Una ciudad gris (Hoesaek dosi, 1993)
- El monte Halla (Hallasan, 1995)
- Olvidamos pronto lo que no debemos olvidar (1999) ISBN 8941801877
- El reino del bosque (2012) ISBN 9788988653531
- El camino que lleva a un bosque desconocido (2012) ISBN 9788954428217

## Premios
- 1985 Premio Literario Nogwon
- 1990 Premio de Literatura Contemporánea
- 1992 Condecoración de Literatura de la República de Corea